# Kerewan
Kerewan (Schreibvariante: Kerevane) ist eine Ortschaft im westafrikanischen Staat Gambia und ist bis 2010 Sitz der Verwaltungseinheit North Bank Region.
Nach einer Berechnung für das Jahr 2013 leben dort etwa 3534 Einwohner, das Ergebnis der letzten veröffentlichten Volkszählung von 1993 betrug 3403.

## Geographie
Kerewan war früher Sitz der Verwaltungseinheit North Bank Region und liegt im Distrikt Lower Baddibu, am nördlichen Ufer des Gambia, an einem Seitenarm mit dem Namen Mini Miniyang Bolong (nach anderen Quellen Jowara Bolong bzw. Koular Bolong in Senegal), ungefähr 50 Kilometer östlich von der Hauptstadt Banjul und 50 Kilometer westlich von Farafenni. Die typische Landschaft ist Sumpf und weiter vom Fluss entfernt die Savanne. Die North Bank Road, die nach Farafenni führt und damit die North Bank Region durchquert, ist nicht asphaltiert, sie sollte aber bis 2007 ausgebaut werden.